# St. Vinzenz (Odenbüll)

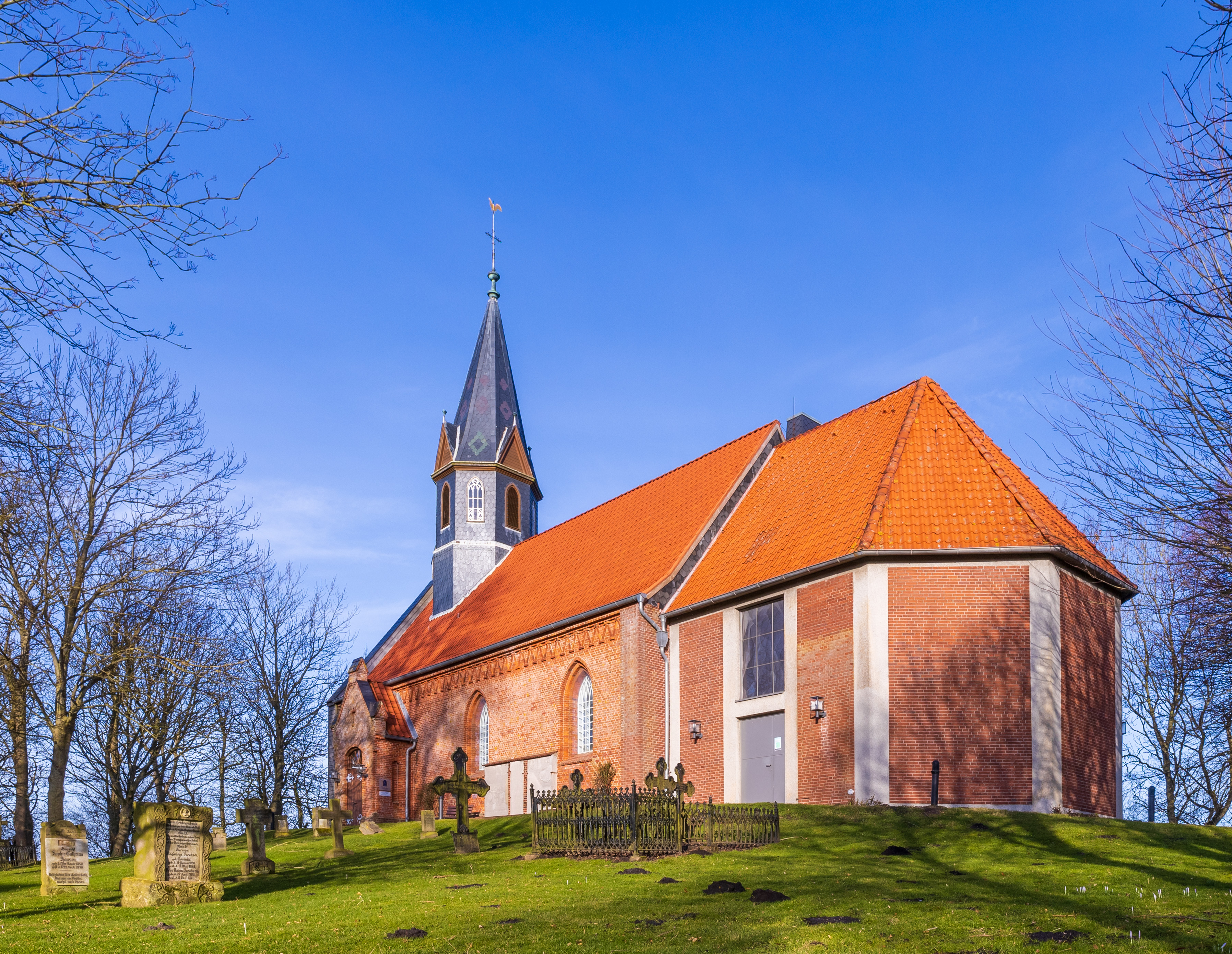
Die Kirche und der alte Friedhof

Die evangelisch-lutherische Kirche St. Vinzenz in Odenbüll, einem Gemeindeteil von Nordstrand im Kreis Nordfriesland (Schleswig-Holstein), gehört zur Ev.-luth. Kirchengemeinde Nordstrand-Odenbüll im Kirchenkreis Nordfriesland der Evangelisch-Lutherischen Kirche in Norddeutschland. Sie steht inmitten des ehemaligen Warftfriedhofes, der seit 1876 nicht mehr belegt wird; der neu angelegte Friedhof befindet sich etwa 200 Meter südlich des Gebäudes. Sie ist ein Kulturdenkmal.

## Geschichte und Architektur

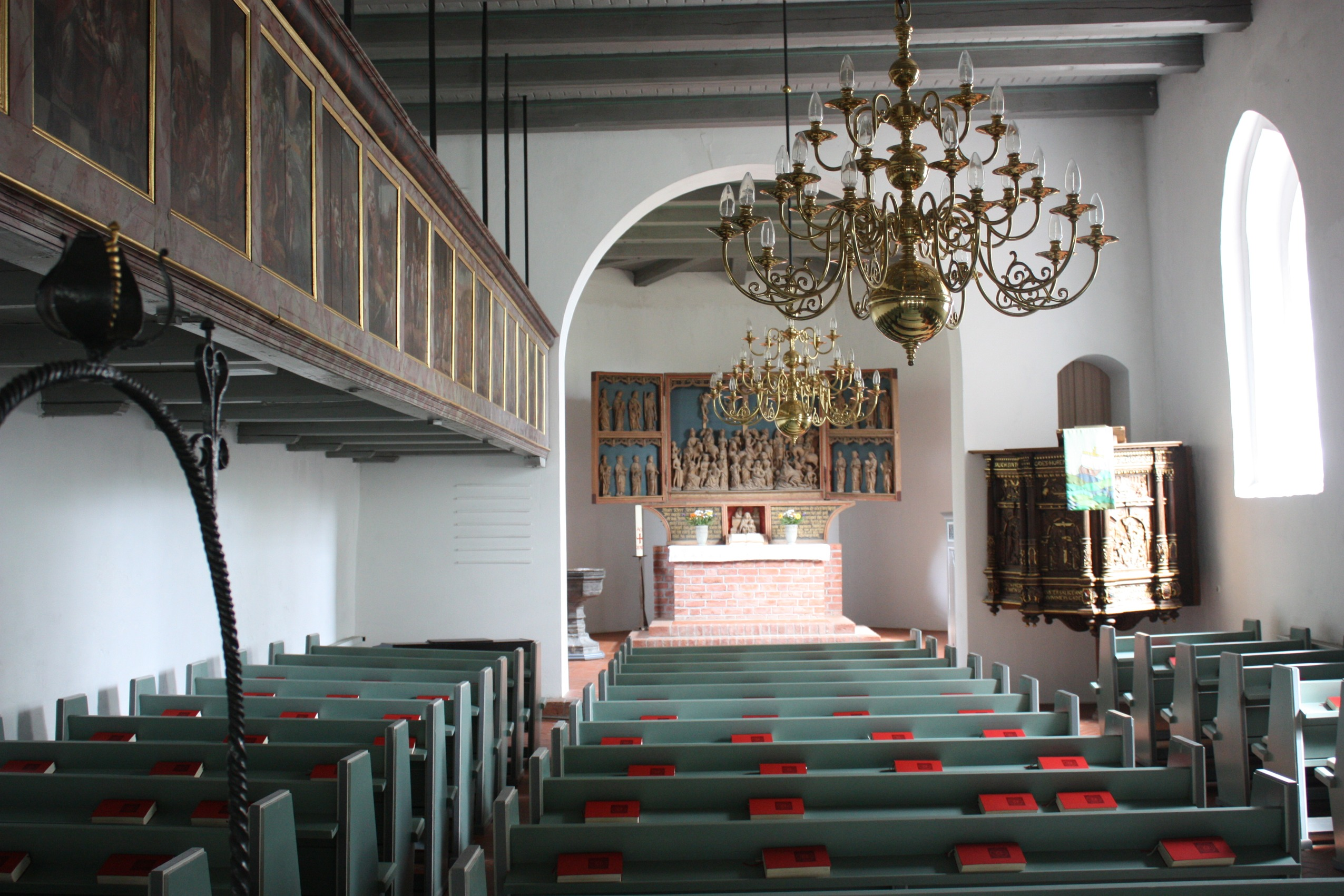
Blick auf den Altarraum, die Kanzel und die Empore

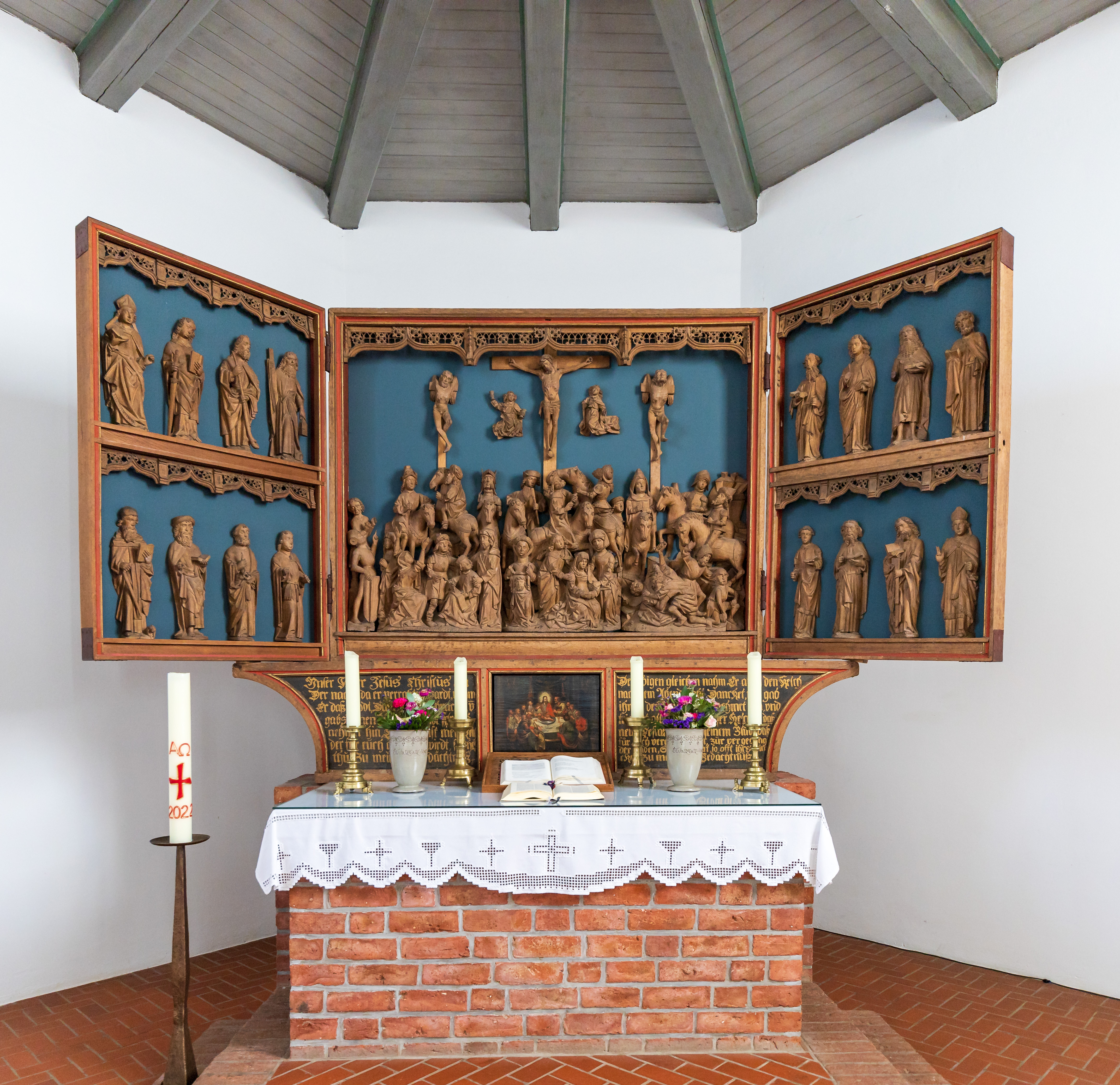
Der Klappaltar

In seiner Nordfriesischen Chronik von 1666 schreibt Anton Heimreich: Odenbüll, so genannt, […] von Otilia einer Frau, die ihr Land zur Kirche soll verehret haben, welche Kirche zu Ehren S. Vincentii ist erbauet, und wie Herr Johannes Petreus, der allhier von A. 1565–1605 Pastor gewesen, berichtet, schon über 450 Jahr hat gestanden. Nach diesen Angaben feierte die Kirchengemeinde 2015 ihren 900. Geburtstag. Die ältesten Teile des heutigen Gebäudes, die inneren Mauern des Mittelschiffes, stammen aus dem 13. Jahrhundert.
Nach der Burchardiflut im Jahr 1634 blieben nur drei der ehemals 22 Kirchen auf Alt-Nordstrand erhalten, die beiden Pellwormer Kirchen und die Odenbüller, die damit das älteste Gebäude auf Nordstrand ist.
In das mit einer flachen Holzbalkendecke versehene Kirchenschiff wurden 1715 Nord- und die Westempore eingezogen. Einige Wangen der Gestühle sind mit schmiedeeisernen Huthaltern aus dem 17. und 18. Jahrhundert ausgestattet. Bei einer Renovierung von 1886 bis 1889 wurde das Blendmauerwerk vollständig erneuert und die Kirche erhielt ihr neugotisches Äußeres. Im selben Jahr wurde ein oktogoner Dachreiter aufgesetzt und das Gebäude nach Westen erweitert. Der ehemals östlich der Kirche stehende Glockenturm wurde abgebrochen.
Von 1965 bis 1966 musste der spätgotische Altarraum abgebrochen und durch einen ebenfalls flachgedeckten Neubau ersetzt werden. Um die nicht sehr tragfähigen Ton- und Torfschichten der Warft zu sichern, mussten Gründungspfähle bis in etwa zwanzig Meter Tiefe getrieben werden. Auch der Chorbogen wurde neu gemauert. Die Westfassade wurde 2001 holzverkleidet.

## Ausstattung
Die gotische und barocke Ausstattung wurde überwiegend im 18. Jahrhundert angeschafft.
- Wichtigstes Stück der Ausstattung ist der dreiflügelige geschnitzte Altar aus der Zeit um 1480 im spätgotischen Stil. Die ursprüngliche mittelalterliche Fassung ging im Laufe der Zeit verloren. Die Kreuzigungsszene ist in realistischer Art ausgeführt. Die Kreuzigung und der Streit um den Rock Christi sind figurenreich und anschaulich dargestellt. Die beiden Seitenflügel zeigen Bischöfe, Heilige und Apostel. Ein ursprünglich in der Predella aufgestelltes Relief der Anna selbdritt, mit Anna und Maria mit dem Jesukind und den jeweiligen Ehemännern Joachim und Josef dahinter, wurde 1686 durch ein barockes Gemälde des Abendmahls ersetzt. Rechts und links davon stehen die Einsetzungsworte, wie sie bei der Abendmahlsfeier gesprochen werden.[3]
- Die Taufe wurde im 15. Jahrhundert aus Namur importiert. Sie ist aus blauem Stein und hat die Form eines achteckigen Pokals.
- Gegenüber der Empore hängt ein spätgotisches Kruzifix, es wurde um 1400 geschnitzt. Die Eckfelder mit den Darstellungen der Evangelistensymbole wurden in der Barockzeit zugefügt.[3]
- Die Kanzel stammt von 1605; sie ist üppig mit Ornamenten verziert und mit biblischen Szenen geschmückt.[4] Sie entspricht dem sogenannten Eiderstedter Typ.[5]
- An der Außenwand im Süden und im Altarraum werden Grabsteine aus dem 17. Jahrhundert gezeigt.

## Trivia
Überregional bekannt wurde St. Vinzenz durch seine Digitalgottesdienste. Sie wurden erstmals am 15. März 2020 während der Corona-Pandemie und werden seitdem jeden Sonntagmorgen auf YouTube bereitgestellt. Eine Besonderheit ist, dass es sich nicht um die üblichen Aufzeichnungen regulärer Gottesdienste handelt, sondern dass die Digitalgottesdienste eigens produziert werden, wodurch sie schon morgens jeweils für den aktuellen Sonntag im Kirchenjahr abrufbar sind. Ein weiteres Merkmal ist die Untermalung der dargebotenen Kirchenlieder mit Videoaufnahmen von der Nordsee und Nordfriesland. Die Digitalgottesdienste werden je zwei- bis viertausend Mal abgerufen.